# シチリア戦闘航空兵指導官
シチリア戦闘航空兵指導官(ドイツ語: Jagdfliegerführer Sizilien)は、ドイツで設けられていた空軍の指揮官職である。戦闘機部隊の指揮を務めた。

## 概要
1943年4月5日にトラーパニで設置されたシチリア戦闘航空兵指導官は、第2航空軍団の下に置かれていた。同年7月には本部をローマに移し、第2航空艦隊付きとなった。
1943年8月に解散。

## 歴代指導官
- テオドール・オステルカンプ中将 (1943年4月5日 - 1943年6月15日)
- アドルフ・ガーランド中将 (1943年6月15日 - 1943年7月31日)
- カール・フィーク中将 (1943年7月31日 - 1943年8月)